# Josiah Duane Hicks

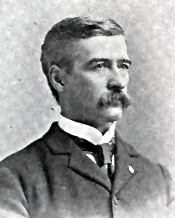
Josiah Duane Hicks

Josiah Duane Hicks (* 1. August 1844 in Machen, Wales; † 9. Mai 1923 in Altoona, Pennsylvania) war ein walisisch-amerikanischer Politiker. Zwischen 1893 und 1899 vertrat er den Bundesstaat Pennsylvania im US-Repräsentantenhaus.

## Werdegang
Im Jahr 1847 kam Josiah Hicks mit seinen Eltern aus seiner walisischen Heimat nach Pennsylvania, wo sich die Familie in Duncansville niederließ. Er besuchte die öffentlichen Schulen im Blair und im Huntingdon County. Ab 1861 lebte er in Altoona. In den Jahren 1862 und 1863 diente er während des Bürgerkrieges fast 18 Monate als Soldat im Heer der Union. Danach war er bis 1873 bei der Pennsylvania Railroad angestellt. Nach einem Jurastudium und seiner 1875 erfolgten Zulassung als Rechtsanwalt begann er in Tyrone in diesem Beruf zu arbeiten. Zwischen 1880 und 1886 war er Bezirksstaatsanwalt im Blair County. Gleichzeitig schlug er als Mitglied der Republikanischen Partei eine politische Laufbahn ein.
Bei den Kongresswahlen des Jahres 1892 wurde Hicks im 20. Wahlbezirk von Pennsylvania in das US-Repräsentantenhaus in Washington, D.C. gewählt, wo er am 4. März 1893 die Nachfolge von Edward Scull antrat. Nach zwei Wiederwahlen konnte er bis zum 3. März 1899 drei Legislaturperioden im Kongress absolvieren. In diese Zeit fiel der Spanisch-Amerikanische Krieg von 1898. Seit 1897 war Hicks Vorsitzender des Patentausschusses. Im Jahr 1898 verzichtete er auf eine weitere Kandidatur.
Nach dem Ende seiner Zeit im US-Repräsentantenhaus praktizierte Josiah Hicks wieder als Anwalt. Zwischen 1911 und 1919 gehörte er dem Bildungsausschuss der Stadt Altoona an. Im Jahr 1921 wurde er als State Commander Leiter der Veteranenorganisation Grand Army of the Republic in Pennsylvania. Er starb am 9. Mai 1923 in Altoona, wo er auch beigesetzt wurde.